# جيمس يونغهازبند
جيمس يونغهازبند هو لاعب كرة قدم فلبيني في مركز نصف الجناح، ولد في 4 سبتمبر 1986 في أشفورد ‏ في المملكة المتحدة. شارك مع منتخب الفلبين تحت 23 سنة لكرة القدم ومنتخب الفلبين لكرة القدم. أما مع النوادي، فقد لعب مع إيه أف سي ويمبلدون ونادي تشيلسي ونادي فارنبوروه ونادي وكينغ.

## وصلات خارجية
- جيمس يونغهازبند على موقع الاتحاد الدولي (مؤرشف)  (الإنجليزية)
- جيمس يونغهازبند على موقع قاعدة بيانات كرة القدم.إي يو (الإنجليزية)
- جيمس يونغهازبند على موقع ناشيونال فوتبول تيمز (الإنجليزية)
- جيمس يونغهازبند على موقع Soccerway.com (الإنجليزية)